# Enz
Cet article possède un paronyme, voir Ems.
L'Enz est une rivière allemande de 112 km, affluent du Neckar dans  le Bade-Wurtemberg et donc un sous-affluent du Rhin.

## Géographie
Le viaduc qui la franchit à Bietigheim-Bissingen est particulièrement renommé.